# Monceaux-l'Abbaye

Monceaux-l'Abbaye este o comună în departamentul Oise, Franța. În 1 ianuarie 2022 avea o populație de 218 de locuitori.